# Брито Соарес, Ренан
Рена́н Бри́то Соа́рес (порт.-браз. Renan Brito Soares; 24 января 1985, Виаман), более известный как Ренан — бразильский футболист, вратарь.

## Биография
Воспитанник клуба «Интернасьонал». Во взрослой команде этого клуба дебютировал 3 апреля 2005 года в матче чемпионата штата Риу-Гранди-ду-Сул против клуба «Жувентуде» (1:0 в пользу «Интера»). Будучи игроком «Интернасьонала», боролся за место в основе с Клемером. Выиграл в составе клуба большое количество трофеев.
13 августа 2008 года он перешёл в испанский клуб «Валенсия». Дебютировал в «Валенсии» в матче против «Мальорки», выигранном «Валенсией» 3:0. В сезоне 2008/09 играл достаточно регулярно. 27 июля 2009 года был сдан в аренду в «Херес».
Был основным вратарём сборной на Пекинской Олимпиаде, провёл все матчи турнира и получил бронзовую медаль. Однако за взрослую сборную Бразилии пока так и не сыграл.
В 2010 году вернулся в Интер на полуфинальной стадии Кубка Либертадорес сыграл во всех 4 оставшихся матчах турнира и помог своей команде во второй раз в истории выиграть почётный трофей.

## Достижения
«Интернасьонал»
- Чемпион Лиги Гаушу (3): 2005, 2008, 2011
- Обладатель Кубка Либертадорес (2): 2006, 2010
- Победитель Клубного чемпионата мира ФИФА: 2006
- Обладатель Южноамериканской Рекопы: 2007

олимпийская сборная Бразилии
- Бронзовый призёр Олимпийских игр 2008 года